# Stazione di Magliano-Crava-Morozzo
La stazione di Magliano-Crava-Morozzo è una stazione ferroviaria posta sulla linea Torino-Savona, a servizio dei comuni di Magliano Alpi e Morozzo e della frazione Crava del comune di Rocca de' Baldi.

## Storia
Attivato nel 1933, l'impianto sostituì la precedente stazione lungo la tranvia Fossano-Mondovì-Villanova, definitivamente soppressa nel 1939.

## Strutture e impianti
La stazione è impresenziata e svolge la sola funzione di Posto di blocco per il distanziamento dei treni.
Il patrimonio edilizio consta di un fabbricato viaggiatori a due piani, uno scalo merci e una bassa costruzione che ospita i servizi igienici.
Il sedime è composto da:
- binario 1, utilizzato per precedenze oppure per sosta materiale merci;
- binario 2, di corsa verso Fossano o per servizio viaggiatori;
- binario 3, di corsa verso Savona o per servizio viaggiatori;
- binario 4, utilizzato per precedenze e privo di marciapiede;
- binario 5, sosta e ricovero carri.

I marciapiedi per servizio viaggiatori sono collegati mediante un sovrappasso.
Il fascio binari a servizio dello scalo merci è in disuso e perlopiù disarmato. Dal sedime si dipartono altresì due raccordi (uno dei quali troncato e quindi non più percorribile) che fuoriescono dall'areale della stazione e terminano presso i limitrofi capannoni industriali.
L'impianto è ubicato al km 12+893 tra le stazioni di Mondovì e Fossano.
La stazione è stata presenziata da Guardia Blocco sino al 28/06/2015, quando la circolazione avveniva in blocco elettrico manuale (BEM). A decorrere da questa data il sistema è stato sostituito con blocco automatico a conta-assi (BCA).

## Movimento
La stazione è servita da relazioni regionali svolte da Trenitalia, nell'ambito del contratto di servizio stipulato dalla regione Piemonte.